# Β-Galactosidase
β-Galactosidasen (auch β-Galaktosidasen) sind Enzyme, die endständige, glycosidisch gebundene β-D-Galactose von Biomolekülen (z. B. Gangliosiden, Glycoproteinen und Glycosaminoglycanen) hydrolytisch abspalten. Sie kommen in allen Lebewesen vor, wo sie unterschiedlichen Stellenwert im Stoffwechsel haben. Bakterielle β-Galactosidase wird im Labor verwendet. Außer der bakteriellen Lactase, die ebenfalls eine β-Galactosidase ist, gibt es auch eine menschliche Lactase, die nicht zu EC 3.2.1.23 gerechnet wird. Das menschliche Enzym wird vom GLB1-Gen in zwei Spleißvarianten codiert, die in allen Zellen sowohl in den Lysosomen als auch im Zytoplasma vorkommen. Mutationen im GLB1-Gen können zu verschiedenen Typen der Gangliosidose und zu Typ 4B der Mucopolysaccharidose führen.

## Funktion
Als Exoglycosidasen katalysieren sie die Hydrolyse der glycosidischen Bindung von β-Galactopyranosiden. Dabei entsteht das Monosaccharid Galactose.  β-Galactosidasen sind je nach Aufgabe und Organismus unterschiedlich spezifisch; so können einige von ihnen auch α-L-Arabinopyranoside hydrolysieren.
Die β-Galactosidase aus dem Darmbakterium Escherichia coli hydrolysiert das Disaccharid Lactose zu D-Galactose und D-Glucose und produziert zusätzlich das Isomer Allolactose, den natürlichen Induktor des lac-Operons, durch intramolekulare Umlagerung. Dabei wird die β1→4-glycosidische Bindung der Lactose in die β1→6-glycosidische Bindung der Allolactose überführt. In einer weiteren Reaktion wird die gebildete Allolactose durch die β-Galactosidase wie Lactose zu D-Glucose und D-Galactose hydrolysiert.

## Verwendung
In der Mikro- und Molekularbiologie wird das aus dem gramnegativen Bakterium Escherichia coli stammende Gen für die β-Galactosidase, genannt lacZ, als Reportergen verwendet. In mit Gentechnik veränderten Bakterien (z. B. Blau-Weiß-Selektion von Kolonien), Hefen (z. B. Hefe-Zwei-Hybrid-System) oder auch höheren Organismen (z. B. Knockout-Maus) zeigt die Hydrolyse von X-Gal (5-Brom-4-chlor-3-indoxyl-β-D-galactopyranosid) zu Galactose und einem blauen, wasserunlöslichen Indigo-Farbstoff die Genexpression von lacZ an.
Die enzymatische Aktivität der β-Galactosidase wird mit Hilfe der hydrolytischen Spaltung von ONPG (o-Nitrophenyl-β-D-galactopyranosid) gemessen. Industriell wird β-Galactosidase intensiv in der Milchindustrie eingesetzt, so zum Beispiel bei der Produktion von lactosefreier Milch oder bei der Behandlung von Molke.

## Klassifikation
β-Galactosidasen bilden Familie 35 in der Klassifikation der Glycosidasen nach Henrissat.